# برنار گاردون
برنار گاردون (فرانسوی: Bernard Gardon‎؛ زادهٔ ۲ دسامبر ۱۹۵۱) بازیکن فوتبال اهل فرانسه بود.
از باشگاه‌هایی که در آن بازی کرده‌است می‌توان به باشگاه فوتبال موناکو، باشگاه فوتبال نانت، باشگاه فوتبال سن-اتین و باشگاه فوتبال لیل اشاره کرد.
وی همچنین در تیم ملی فوتبال فرانسه بازی کرده‌است.